# یواس‌اس نانسموند (۱۸۶۲)
یواس‌اس نانسموند (۱۸۶۲) (به انگلیسی: USS Nansemond (1862)) یک کشتی بود که طول آن ۱۴۶ فوت (۴۵ متر) بود. این کشتی در سال ۱۸۶۲ ساخته شد.